# Rắn má núi Tứ Xuyên
Rắn má núi Tứ Xuyên, tên khoa học Opisthotropis latouchii, là một loài rắn trong họ Rắn nước. Loài này được Boulenger mô tả khoa học đầu tiên năm 1899.